# Eisenmühle (Illesheim)
Eisenmühle (fränkisch: Aisamühl) ist ein Gemeindeteil der Gemeinde Illesheim im Landkreis Neustadt an der Aisch-Bad Windsheim (Mittelfranken, Bayern). Eisenmühle liegt in der Gemarkung Illesheim.

## Geographie
Die Einöde liegt am südlichen Ufer der Aisch. Unmittelbar südlich liegen die Storck Barracks. 0,75 km nordwestlich erhebt sich der Wolfsbuck (331 m ü. NHN), 0,75 km nordöstlich erhebt sich der Täfertsbuck (333 m ü. NHN). Ein Anliegerweg führt zur Kreisstraße NEA 39 (0,2 km südwestlich), die nach Illesheim (0,5 km südwestlich) bzw. nach Urfersheim verläuft (1,4 km südöstlich).

## Geschichte
In einer Urkunde, die im Zeitraum von 1317 bis 1322 zu datieren ist, wurde ein „Heinricus de Hohenloch“ erwähnt. Dies ist zugleich die erste Erwähnung des Ortes. Im Jahre 1348 wurde dieser „Hohenstat“ genannt, 1368 wurde ein „Chuntz Eisen“ genannt, der auf der Mühle zu „Hohenstat“ saß. Das Bestimmungswort des Ortsnamens ist also der Familienname Eisen. Der ursprüngliche Name ist eine Lagebezeichnung.
Gegen Ende des 18. Jahrhunderts gehörte die Eisenmühle zur Realgemeinde Illesheim. Die Mühle hatte die Reichsstadt Windsheim als Grundherrn. Unter der preußischen Verwaltung (1792–1806) des Fürstentums Bayreuth erhielt die Eisenmühle die Hausnummer 32 des Ortes Illesheim.
Im Rahmen des Gemeindeedikts wurde Eisenmühle dem 1811 gebildeten Steuerdistrikt Schwebheim zugeordnet. Sie gehörte auch der 1817 gebildeten Ruralgemeinde Schwebheim an. Mit dem Zweiten Gemeindeedikt (1818) wurde sie nach Illesheim umgemeindet.

## Einwohnerentwicklung
| Jahr      | 001818 | 001840 | 001861 | 001871 | 001885 | 001900 | 001925 | 001950 | 001961 | 001970 | 001987 |
| Einwohner | 7      | 8      | 10     | 8      | 5      | 9      | 8      | 6      | 5      | 5      | *      |
| Häuser    | 1      | 1      |        |        | 2      | 2      | 1      | 1      | 1      |        | *      |
| Quelle    | [ 10 ] | [ 11 ] | [ 12 ] | [ 13 ] | [ 14 ] | [ 15 ] | [ 16 ] | [ 17 ] | [ 18 ] | [ 19 ] | [ 20 ] |

## Religion
Der Ort ist seit der Reformation evangelisch-lutherisch geprägt und bis heute nach St. Maria und Wendel (Illesheim) gepfarrt. Die Katholiken sind nach St. Bonifaz (Bad Windsheim) gepfarrt.